# Montacute
Montacute est un village du comté du Somerset, en Angleterre.
Sa population est de 1 153 habitants habitants en 2011.

## Patrimoine
Une œuvre de Thomas Gainsborough, représentant Susan Murrill, devenue Mrs Henry Hill (1717-1794), datant de 1750-1759 est conservée à Montacute House.